# Лавріненко Іван Йосипович
Лавріненко Іван Йосипович (нар. 23 липня 1945, с. Пастирське, Смілянський район, Черкаська область) — український художник декоративно-прикладного мистецтва, поет. Член Національної спілки художників України (1995).

### Життєпис
Закінчив Львівське училище прикладного мистецтва ім. Івана Труша (1972). Педагоги з фаху: Т. Драган, О. Лучинський, С. Мельничук, Б. Стельмах.
У Черкасах з 1972 року. Працював: гравером, художником-конструктором на Черкаській фабриці сувенірно-подарункових виробів; з 1974 — художником-графіком у Черкаському державному науково-дослідному інститіті техніко-економічної інформації в хімі́чній промисловості (НДІТЕХІМ), художником в художньому фонді в Черкасах. З 1998 — на творчій роботі.
З 1974 року учасник обласних, всеукраїнських мистецьких виставок. Персональні — у Черкасах (2011), Ювілейна виставка (2015). Створює позначені народним гумором декоративні композиції у кращих традиціях народних майстрів. Використовує метал, дерево, кераміку. Деякі роботи зберігаються у Черкаському краєзнавчому і художньому музеях, Шевченківському національному музеї-заповіднику (м. Канів Черкаська область).
Автор пам'ятників Б. Хмельницькому в Ірклієві та воїнам-афганцям у Черкасах, пам'ятного знаку чорнобильцям та багатьох меморіальних знаків, зокрема, знаку на могилі Народного художника України Данила Нарбута. Твори художника можна побачити в парках Черкас (дитячому, ювілейному), а також в багатьох громадських закладах міста та області. Брав участь у конкурсних проектах зі спорудження пам'ятника Василю Симоненку (ІІІ місце), з виготовлення пам'ятного знаку на могилі Народної артистки України Ольги Павловської.
Член літературного клубу «Оратанія» та літературного гурту «Гідрокортизон», брав участь у їхніх виданнях, автор 3 книг «Протяги», «Меандри», «Вирази».

## Твори
- «Скоморохи» (1985),
- «Натюрморт» (1986),
- «Добрий день, мамо!»(1989),
- «Недоорана нива» (1989),
- «Пісня тракториста» (1989),
- «Скіф»(1990),
- «Атака» (1990),
- «Марія» (1995);
- пам'ятні знаки — воїнам-афганцям (1986),
- панно «Комета» (2005)
- Б. Хмельницькому (2011);
- пам'ятник Жертвам Чорнобиля.

### Літературні твори
- Збірка поезій «Протяги» (1993)
- «Меандрм» (прозові твори) (2006)
- «Вирази» (2010)